# جیم اپلبی
جیم اپلبی (انگلیسی: Jim Appleby; ۱۵ ژوئن ۱۹۳۴ – ۶ ژانویهٔ ۲۰۱۴) بازیکن فوتبال اهل بریتانیا بود.
از باشگاه‌هایی که در آن بازی کرده‌است می‌توان به باشگاه فوتبال ساوتپورت، باشگاه فوتبال بلکبرن روورز، و باشگاه فوتبال برنلی اشاره کرد.